# Рагнхильда Хролфсдоттир
Рагнхи́льда Хролфсдо́ттир (Hild Rolvsdotter) (IX век) — одна из наиболее известных женщин-скальдов.
В некоторых сагах, её имя звучит, как Хильда или Рагнхильд. Её отцом был Рольв Нефий, ярл Тронхейма, который был изгнан по приказу короля Харальда Прекрасноволосого за разграбление Викена. Рагнхильда просила короля о помиловании своего отца, сочинив скальдическую строфу, которая считается первым скальдическим стихотворением, сочинённым женщиной.
Была супругой Регнвальда Эйстейнссона и матерью трёх сыновей:Ивара, Торира и Роллона, который стал родоначальником Нормандской династии.